# Amen Corner
Amen Corner was een Welshe muziekgroep, die eind 1966 in Cardiff werd opgericht door onder anderen Andy Fairweather Low. De band is genoemd naar een gelegenheid in Cardiff, The Amen Corner, waar Dr. Rock iedere zondag soulplaatjes uit de Verenigde Staten draaide.

## Geschiedenis
Amen Corner maakte bluesy, jazzy muziek vermengd met rock, maar moest door hun platenlabel ook aan de commercie denken. Amen Corner verhuisde gedurende hun bestaan naar Londen, alwaar hun een schare fans wachtte. Deze fans waren er de oorzaak van dat hun eerste single Gin House Blues de Britse hitparade bestormde en de twaalfde plaats bereikte.
Na zeven singles en drie langspeelplaten was het alweer voorbij. De band had nog wel een optreden in de film Scream and Scream Again.
Amen Corner nam in eerste instantie op voor Deram Records, later voor Immediate Records.
Leden van Amen Corner waren:
- Andrew "Andy" Fairweather Low (Ystrad Mynach, 2 augustus 1948) - zang
- Neil Jones (Llanbradach, 25 maart 1949) - gitaar
- Allan Jones (Swansea, 6 februari 1947) - saxofoon
- Derek "Blue" Weaver (Cardiff, 11 maart 1947) - toetsinstrumenten
- Michael Joseph “Mike” Smith (Neath, 4 november 1947) - tenorsaxofoon
- Clive Taylor (Cardiff, 27 april 1948) - basgitaar
- Dennis (Ronald) Bryon (Cardiff, 14 april 1949) - slagwerk
- Roger John Tiley (Wales ,26 april 1945) - slagwerk[bron?]

Allan Jones en Mike Smith gingen verder als Judas Jump, de overigen gingen op in Fair Weather, die al spoedig een hit had met Natural Sinner. Fairweather Low en Weaver trokken na die band verder, Fairweather Low met onder anderen Eric Clapton en Roger Waters, Weaver met Strawbs en de Bee Gees.

## Discografie

### Albums
| Album met eventuele hitnotering(en) in de Nederlandse Album Top 100 | Datum van verschijnen | Datum van binnenkomst | Hoogste positie | Aantal weken | Opmerkingen               |
| ------------------------------------------------------------------- | --------------------- | --------------------- | --------------- | ------------ | ------------------------- |
| Round Amen Corner                                                   | 1968                  | -                     |                 |              |                           |
| The national Welsh coast live explosion company                     | 1969                  | -                     |                 | livealbum    |                           |
| Farewell to the real magnificent seven                              | 1969                  | -                     |                 |              | livealbum                 |
| Return of the magnificent seven                                     | 1976                  | -                     |                 |              |                           |
| Greatest hits                                                       | 1977                  | -                     |                 |              | verzamelalbum             |
| Amen Corner (If paradise is half as nice and more hits)             | 2007                  | -                     |                 |              | verzamelalbum / livealbum |

### Singles
| Single met eventuele hitnotering(en) in de Nederlandse Top 40 | Datum van verschijnen | Datum van binnenkomst | Hoogste positie | Aantal weken | Opmerkingen              |
| ------------------------------------------------------------- | --------------------- | --------------------- | --------------- | ------------ | ------------------------ |
| Gin house blues                                               | 1967                  | 22-07-1967            | tip             | -            |                          |
| Gin house blues                                               | 1967                  | 12-08-1967            | 18              | 7            |                          |
| The world of broken hearts                                    | 1967                  | -                     |                 |              |                          |
| Bend me, shape me                                             | 1968                  | -                     |                 |              |                          |
| High in the sky                                               | 1968                  | -                     |                 |              |                          |
| (If Paradise Is) Half as Nice                                 | 1969                  | 01-03-1969            | 13              | 7            |                          |
| Hello Susie                                                   | 1969                  | 26-07-1969            | 15              | 6            | #13 in de Single Top 100 |
| Get back                                                      | 1969                  | -                     |                 |              |                          |

| Single met hitnotering(en) in de Vlaamse Ultratop 50 | Datum van verschijnen | Datum van binnenkomst | Hoogste positie | Aantal weken | Opmerkingen                 |
| ---------------------------------------------------- | --------------------- | --------------------- | --------------- | ------------ | --------------------------- |
| (if paradise is) half as nice                        | 17-01-1969            | 22-03-1969            | 15              | 2            | Nr. 15 in de Radio 2 Top 30 |

### NPO Radio 2 Top 2000
| Nummers met noteringen in de NPO Radio 2 Top 2000 | '99  | '00  | '01  | '02  | '03  | '04  | '05  | '06  | '07  | '08  | '09 | '10  |
| ------------------------------------------------- | ---- | ---- | ---- | ---- | ---- | ---- | ---- | ---- | ---- | ---- | --- | ---- |
| Gin House Blues                                   | 1639 | 856  | -    | -    | -    | -    | 1514 | -    | 1966 | -    | -   | -    |
| (If Paradise Is) Half as Nice                     | -    | 1442 | 1394 | 1229 | 1154 | 1139 | 1501 | 1887 | 1506 | 1469 | -   | 1963 |

1. ↑  Een '-' betekent dat het nummer niet was genoteerd en een vetgedrukt getal geeft de hoogste notering van een nummer aan.
2. ↑  Deze tabel is bijgewerkt tot en met de meest recente editie (2024).